# Грущак Андрій Федорович
Грущак Андрій Федорович (22 лютого 1943 с. Волоща, нині Дрогобицький район, Львівська область, Україна — 1 вересня 2021) — поет, прозаїк, журналіст, краєзнавець, фольклорист , художник-графік, педагог, член Національних Спілок письменників і журналістів України, член Всеукраїнського об'єднання "Письменники Бойківщини"

## Біографія
Народився у с. Волощі на Дрогобиччині, там же зростав. Рано лишився без матері. Скінчив Грушівську середню школу, українську філологію Дрогобицького педагогічного інституту імені Івана Франка та студії військової журналістики.
Вчителював у селах Зворі та Долішньому Лужку на Львівщині. Деякий час працював у Дрогобицькому педагогічному інституті, а також у ПТУ-54 м. Дрогобича. Був директором Стебницької СШ № 7, шістнадцять років працював у добровільних спортивних товариствах профспілок Дрогобича, понад шість років очолював їх.
У молодому віці пережив сімейну трагедію: померла дружина, залишивши трирічну донечку, для якої був і батьком, і матір'ю.
Від 1990 року — завідувач відділів національного відродження, правового виховання народного часопису «Нафтовик Борислава».

## Творчість
Автор кількох тисяч статей, нарисів, репортажів, низки прозових творів, поезій, пісень, рецензій, мистецьких оглядів. Був співзасновником та співавтором трьох номерів підпільного альманаху «Тустань» (1989–1990 рр.). 

Видав 19 книг та збірників:
- «Волоща — отча земля» — історико-етнографічний нарис (2001 р.),
- «Доля» — новели, повість (2003 р.),
- «Колоски на стерні» — новели (2005 р.),
- «Над прірвою» — роман (2007 р.),
- «Берег любові» — пісні з нотами (2007 р.),
- «Історія Волощі» — шкільний посібник (2007 р.),
- «Золотоперий підголосок» — у співавторстві (2008 р.),
- «Чорний плагіат» — літературно-критичне видання (2008 р.),
- «Життя як свіча» — новели (2008 р.),
- «Знак орди» — роман (2009 р.),
- «Перевесло» — поезії (2010 р.),
- «Суголосся часу» — критика та публіцистика (2011 р.).
- «Трафунки»— життєві оповідки(2011 р.)
- «Сірко»—повість для дітей(2013р.)
- «Слово про слово»—літературно-критичне видання(2013р.)
- «Волоща» — посібник для учнів (2013 р.),
- «Краплі» — поезії (2014 р.),
- «Над прірвою» — роман (нова редекція) (2015 р.),
- «Дощ» — поезіЇ  (2015 р.),
- «І слівцем, і топірцем» — гумор та сатира  (2016 р.),
- «Москалі» — документально-публіцистичне видання  (2017 р.),
- «Гавчик, Нявчик та Івась» — роман  (2019 р.),
- «Бранкі волі» — -роман  (2020 р.),
- «Пером не байдужого» — публіцистичне-асеїстичне видання  (2020 р.),

## Творчі спілки
Член Національних спілок журналістів та письменників України, член Об'єднання «Письменники Бойківщини». Учасник Першого і Другого світового Конгресів бойків (2005 р., 2010 р.), Лауреат та тричі дипломант Бойківського літературно-краєзнавчого конкурсу імені Мирона Утриска (2005, 2008, 2009, 2012 років), Лауреат літературного фольклорно-етнографічного конкурсу «Бойківський світ» імені о. Михайла Зубрицького, лауреат (2013 р., 2015 р., 2016 р.), дипломант Всеукраїнського літературно-мистецького конкурсу ім.Володимира Дроцика(2013р.),лауреат літературно-мистецької премії Благодійного фонду Віктора Романюка(2013р.).Нагороджений багатьма Почесними дипломами-як літератор і громадський діяч, занесений до книги «Золотий фонд Бойківщини» (2008 р.). Нагороджений найвищою нагородою НСПУ - медаллю "Почесна відзнака" (2018 р.).

## Співавторство
Співавтор багатьох літературно-мистецьких збірників ,антологій та альманахів, редактор численних книг поезій та монографій.